# Kabát Corrida 2007
Kabát Corrida 2007 je videozáznam české rockové skupiny Kabát nahraný na lehkoatletickém stadionu Slavia v Praze. Byl natáčen během turné Corrida v roce 2007. Jako bonus je na DVD také dokument. Na DVD byl vydán pod vydavatelstvím EMI/Warner Music Czech Republic v roce 2008.

## Seznam skladeb
1. Corrida
2. Buldozerem
3. V pekle sudy válej
4. Bára
5. Kůže líná od Kolína
6. Starej bar
7. Frau Vogelrauch
8. Stará Lou
9. Porcelánový prasata
10. Bruce Willis
11. Raci v práci s.r.o
12. Go satane go
13. Joy
14. Úsměv pana Lloyda
15. Malá dáma
16. Dole v dole
17. Shořel náš dům
18. Pohoda
19. Žízeň
20. Moderní děvče
21. Burlaci
22. Kdoví jestli